# Дриженко, Анатолий Николаевич
Анато́лий Никола́евич Дриже́нко (12 марта 1941, Олянино, Кировоградская область — 31 января 2024, Одесса) — советский и украинский актёр театра и кино, телеведущий. Народный артист Украины (1992), Заслуженный артист Украинской ССР (1980).

## Биография
Анатолий Николаевич родился 12 марта 1941 года в селе Олянино Черкасской области.
В 1964 году окончил актёрский факультет Киевского университета имени И. К. Карпенко-Карого, курс В. Д. Быковца. В том же году начал работать в труппе Одесского украинского музыкально-драматического театра. Сыграл больше ста ролей.
В 39-летнем возрасте Анатолий Дриженко был удостоен звания Заслуженного артиста Украины, а в 52 года он стал Народным артистом Украины. Анатолий Дриженко — первый одессит, который был удостоен этого звания после распада СССР.
В начале 2000-х годов в одной из одесских школ преподавал развитие речи и актёрское мастерство. Вёл детскую телепередачу «Сказки деда Панаса» (укр. Казки діда Панаса) на одесском канале «ГЛАС». Дочь артиста — Елена Головина, тоже актриса Украинского театра. Кроме театра, Анатолий Дриженко снимался в кино. На его счету больше десяти ролей.
В 2000 году удостоен Почётной грамоты Кабинета министров Украины за значительный личный вклад в развитие украинского театрального искусства, весомые творческие достижения, высокий профессионализм и по случаю 75-летия со дня основания Одесского украинского музыкально-драматического театра имени Василия Василько.
12 марта 2011 года артист отметил 70-летний юбилей.
Скоропостижно скончался 31 января 2024 года в Одессе на 83-м году жизни. Церемония прощания состоялась 2 февраля на сцене Одесского театра им. Василько. Похоронен в Одессе.

## Театральные работы
- «Безталанна» И. Тобилевича — Гнат;
- «Шельменко-денщик» Г. Квитки-Основьяненко — Шпак
- «Трёхгрошовая опера» Б. Брехта — Питчем
- «Борис Годунов» А. С. Пушкина — Борис Годунов
- «Наталка-Полтавка» И. Котляревского — Виборный
- «Утомлённые солнцем» Р. Ибрагимбекова и Н. Михалкова — Сергей Котов
- «Маклена Граса» Н. Кулиша — Зброжек
- «Народный Малахий» Н. Кулиша — Малахий
- «Ревизор» Н. Гоголя — Ляпкин-Тяпкин
- «Сто тысяч» И. Тобилевича — Герасим Калитка
- «Мартин Боруля» И. Тобилевича — Омелько
- «Запорожец за Дунаем» П. Гулака-Артемовского — Иван Карась
- «Для домашнего огнища» по одноименной повести И. Франко — Автор
- «Кураж» по пьесе Б. Брехта «Мамаша Кураж и её дети» — Фельдфебель

## Фильмография
| Год  |   | Название                        | Роль                            |
| ---- | - | ------------------------------- | ------------------------------- |
| 1974 | ф | Посылка для Светланы            | Малков, розыскник               |
| 1977 | ф | Хлеб детства моего              | сапёр                           |
| 2004 | ф | Михайлюки                       | Имя персонажа не указано        |
| 2005 | с | Золотой телёнок                 | первый пикейный жилет (4 серия) |
| 2006 | с | Иван Подушкин. Джентльмен сыска | Дюкин                           |
| 2007 | ф | Два в одном                     | монтировщик                     |
| 2007 | с | Ликвидация                      | эпизод                          |
| 2014 | с | Пляж                            | Данилов                         |

## Телевизионная карьера
Ведущий телевизионных программ:
- 2007—2024 — «Сказки деда Панаса» на телеканале «Глас».